# Spooky Tooth
Spooky Tooth fue una banda de rock británica formada en 1967, principalmente activa durante fines de los años 1960, y primera mitad de los 70.

## Historia
La célula original de Spooky Tooth incluía al músico estadounidense afincado en Inglaterra Gary Wright (órgano y voz), quien se unió a cuatro músicos que venían trabajando como Art, y luego The V.I.P.s: Mike Kellie (batería), Luther Grosvenor (guitarra), Mike Harrison (voz) y Greg Ridley (bajo), formación que, ya como Spooky Tooth, lanza un LP debut en 1968 titulado It's All About (publicado simplemente como Spooky Tooth en EE. UU.)
Durante fines de los años 60 el grupo giró permanentemente por la escena de clubes inglesa, aunque su único éxito comercial les llegó de los Estados Unidos.
El estilo de Spooky Tooth combinaba el Rock psicodélico imperante, con sesgos de lo que a la postre sería conocido como Hard rock durante la década del 70, mientras que a fines de 1969 publican un disco en colaboración con el músico electrónico francés Pierre Henry, llamado Ceremony.
La banda sufrió cuantiosos cambios de personal a lo largo de su historia, la cual se nutre básicamente de su actividad durante los años 70, con Gary Wright como líder, editando siete álbumes entre 1968 y 1974, año en que el grupo se desarma, tras la publicación del LP The Mirror, con la participación del guitarrista Mick Jones, más tarde famoso con Foreigner, que fue miembro estable de Spooky Tooth entre 1972 y 1974.
Spooky Tooth se reagruparon a fines de los años 90, aunque sin Gary Wright, para grabar un álbum llamado Cross Purpose, publicado en 1999, la formación de este disco incluyó a Grosvenor, Kellie, Ridley y Harrison.
La banda se ha reunido varias veces a lo largo de los años 2000 para ofrecer conciertos ocasionales.

## Discografía
- It's All About (1968)
- Spooky Two (1969)
- Ceremony - con Pierre Henry (1969)
- The Last Puff (1970)
- You Broke My Heart So I Busted Your Jaw (1973)
- Witness (1973)
- The Mirror (1974)
- Cross Purpose (1999)

## Miembros
- Gary Wright
- Mike Harrison
- Mike Kellie
- Luther Grosvenor
- Greg Ridley
- Andy Leigh
- Chris Stainton
- Henry McCullough
- Alan Spenner
- John Hawken
- Steve Thompson
- Mick Jones
- Bryson Graham
- Ian Herbert
- Chris Stewart
- Mike Patto
- Val Burke
- Joey Albrecht
- Michael Becker
- Steve Farris
- Shem von Shroeck
- Tom Brechtlein